# Žižkovská radiála

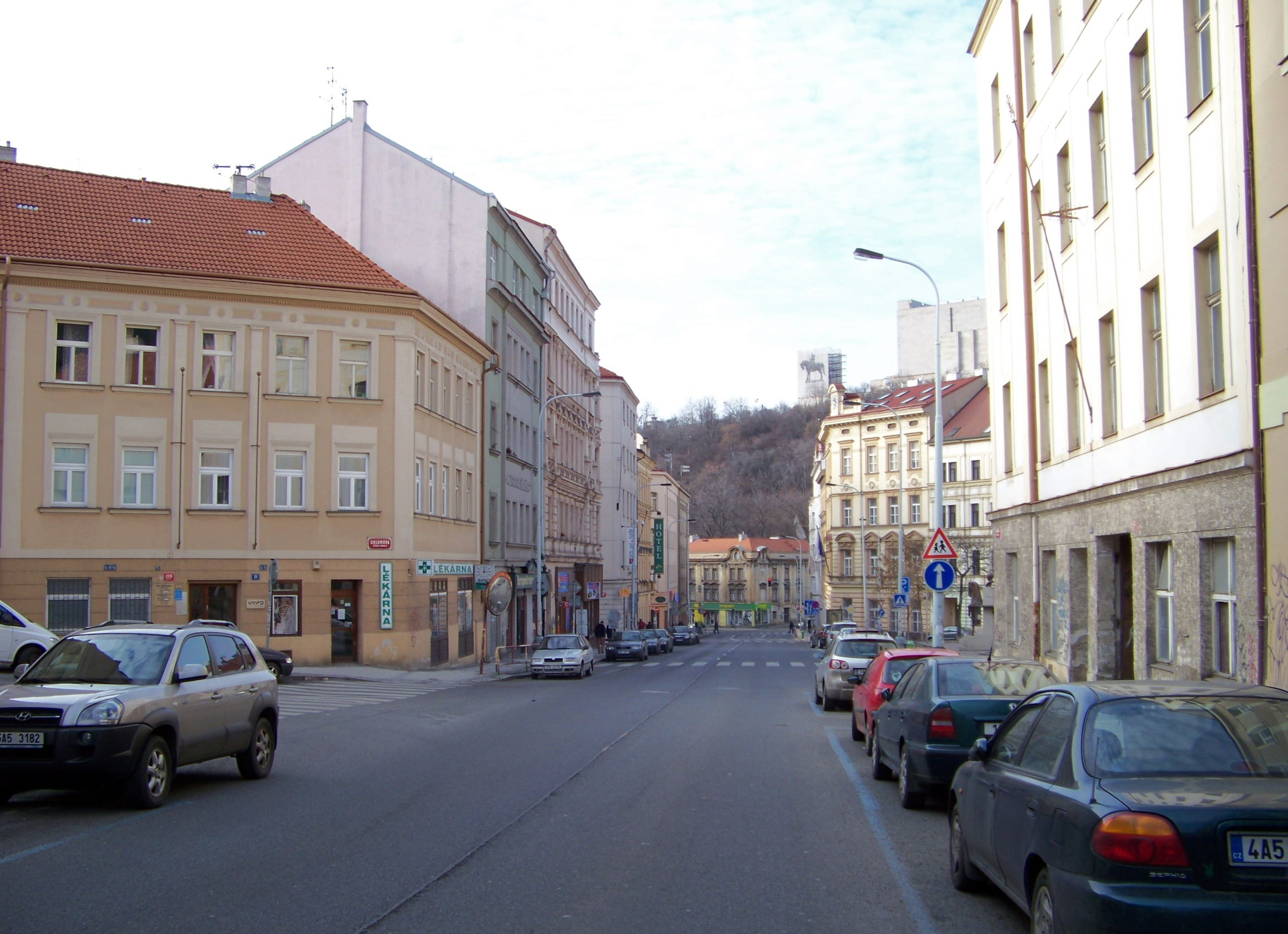
Ulice Prokopova, v jejíž ose měla být komunikace vedena.

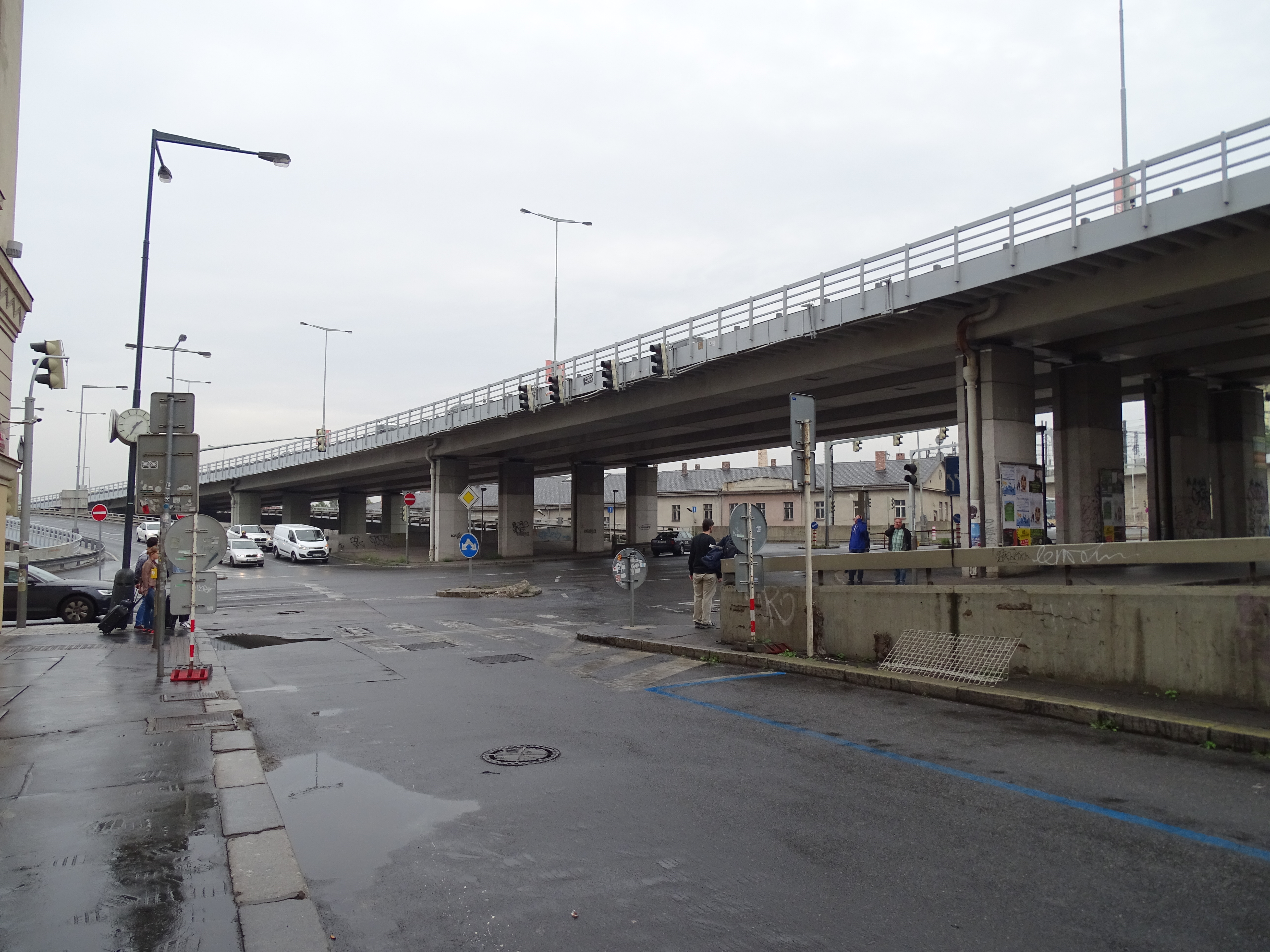
Křižovatka u Bulhara, kde se měla nacházet mimoúrovňová křižovatka.

Žižkovská radiála je název pro jednu z řady radiál (čtyřproudových komunikací), které se měly nebo se vybudovaly v Praze. Žižkovská radiála měla zajistit dopravní spojení Severojižní magistrály s vnitřním pražským okruhem a silnicemi na východ od Prahy (např. dálnici D11). Byla součástí systému ZÁKOS a měla být budována po roce 1990. Její uskutečnění souviselo s žižkovskou asanací.

## Historie
Poprvé se objevila v pražském územním plánu v roce 1964 jako jedna z řady silničních komunikací, které měly ulehčit centru Prahy přetíženému automobilovou dopravou. Potřeba výstavby této silnice předcházela potřebě asanovat a přebudovat pražský Žižkov. 
V roce 1971 se objevovala v tehdejším směrném územním plánu rovněž. Namísto kruhových objezdů a úrovňových křížení se objevily poprvé křížení mimoúrovňová, a to jak u Severojižní magistrály, tak i u Prokopova náměstí a dále. O několik let později pražský národní výbor schválil myšlenku asanace Žižkova. Projekční studia, která připravovala projekt asanace, všechna zapracovávala trasování této radiály. Například projekt SÚRPMO chtěl komunikaci částečně zastřešit u Havlíčkova náměstí (jak dokládají dobové vizualizace), jinde se počítalo s tím, že bude komunikace oddělená izolační zelení. Jiné vizualizace předpokládaly zastřešení komunikace v dolní části Husitské ulice, nebo na obou místech.
V roce 1976 v další verzi územního plánu (rozšířené o nově připojené obce z roku 1974) tato komunikace figuruje také. Tam již bylo trasování komunikace v podstatě shodné v žižkovské části s Prokopovou ulicí, neboť projekt asanace Žižkova opustil myšlenku zbourání okolí Prokopova náměstí a okolních domů. Při přípravě studií pro druhou etapu žižkovské asanace (tedy bourání v okolí Husitské ulice) se předpokládalo buď částečné zakrytí komunikace, nebo její převedení do tunelu. Relativně krátký tunel na jižní straně Husitské ulice se objevuje v územním plánu z roku 1986. Tento územní plán byl poslední, který tuto komunikaci zahrnoval. V některých alternativních studiích projekčních kanceláří byla tato komunikace vypuštěna.
Myšlenka radiály byla opuštěna v souvislosti s politickými změnami po roce 1989. V roce 1994 se již stavba v pražském územním plánu neobjevovala. 

## Trasování
Radiála měla na svém západním konci začínat mimoúrovňovou křižovatkou v prostoru poblíž dnešního Masarykova nádraží, případně křižovatky U Bulhara. Odtud měla vést dále na východ a po jižním okraji vrchu Vítkova obcházet přestavěný Žižkov. Pro její výstavbu měly být strženy domy na severní straně Husitské ulice. Přes křižovatkou s Prokopovou a Koněvovou ulicí směřovala jihovýchodním směrem zhruba v trase Prokopovy ulice přes Prokopovo náměstí až k Olšanskému náměstí. Ze severní strany měla obcházet vinohradské hřbitovy a poté vést dále na Jarov a k Hrdlořezům. 